# 聖アレキセイ寺院の惨劇
「聖アレキセイ寺院の惨劇」（せいアレキセイじいんのさんげき）は、小栗虫太郎の短編探偵小説。
名探偵・法水麟太郎シリーズのひとつ。雑誌『新青年』1933年（昭和8年）11月号に掲載された。作者の他の作品と同じく、衒学趣味的な文体が特徴である。なお、本作は時系列的には作者の代表作とされる『黒死館殺人事件』の10日ほど前に起こった事件とされている。法水は独自の推理で事件を解決するものの、犯人を警察や世間に公表しなかったため、『黒死館殺人事件』の冒頭で、本事件は迷宮入りになりかけていると説明されている。

## あらすじ
東京は西郊の丘地に聳え立つ、聖アレキセイ寺院。かつては絢爛たる主教の祭典が行われていた荘厳なる寺院であったが、共産革命以降は日本における白系ロシア人の基地となっており、今では堂守のラザレフとその娘の姉妹のみが住む寂れたものとなっていた。その近くに住む検事の支倉は、朝の7時と夕方の4時にしか鳴らないはずの聖堂の鐘の音を早朝に聞く。定時以外の鐘は変事の警報と言われており、何かしらの予感を感じとった支倉は、同じく近くに住む法水を伴って寺院へ赴く。途中、謎の偽電報を受け取った、侏儒のロシア人・ルキーンと出会う。一行は辿りついた寺院にて、ラザレフの変死体を発見。犯人は誰か、いかにしてラザレフを殺したのか？ なぜ鐘は鳴ったのか？ 誰が鳴らしたのか？
支倉、熊城は各々の推理を披露する。そして、法水の推理は…？

## 登場人物
法水麟太郎
刑事弁護士。支倉に誘われ、寺院に赴く。
支倉
検事。ラザレフの死については自殺説を挙げる。
熊城卓吉
捜査局長。ラザレフの死についてはルキーンによる他殺説を挙げる。
ヤロフ・アヴラモヴィッチ・ルキーン
侏儒のロシア人。歳は37、8ほど。客寄せの軽業師。舞台名は一寸法師のマシコフ。ラザレフの養女・ジナイーダとの初夜の日に、謎の偽電報により呼び出された帰りに法水らと出会う。
フリスチャン・イサゴヴィッチ・ラザレフ
本事件の被害者。ロシア人。ジナイーダとイリヤの養父。かつてはキエフの聖者とも呼ばれた神父であったが、本国の革命にショックを受け聖職を捨て、貪欲で吝嗇な性格となってしまった。ジノヴィエフ書簡を偽造した後、同志と不和を起こし日本へ渡る。そこでも貧困層から搾取していた。何者かに気道を刺され、奇妙な姿勢の変死体で発見される。
ジナイーダ
ラザレフの養子。イリヤの姉。ルキーンの婚約者。
イリヤ
ラザレフの養子。ジナイーダの妹。